# Niall Ferguson
Niall Campbell Douglas Ferguson (* 18. duben 1964, Glasgow) je britský historik skotského původu. Je profesorem na Harvardově univerzitě a pracuje rovněž jako výzkumný pracovník na univerzitě v Oxfordu a na Hooverově institutu Stanfordovy univerzity. Specializuje se na oblast ekonomické historie (zejména dějiny inflace, akciových trhů či rodu Rothschildů) a mezinárodních vztahů (zejména dějiny britského a amerického imperialismu).
Časopis Foreign Policy jej v letech 2005, 2009 i 2010 zařadil mezi 100 nejvlivnějších intelektuálů světa. Jako komentátor přispíval do Sunday Telegraph, Financial Times a časopisu Newsweek. V Británii byl znám jako thatcherovec, v USA podporuje republikánskou stranu.

## Osobní život
Jeho první manželkou byla redaktorka Susan Douglas, s níž má tři děti a rozvedl se s ní v roce 2011. V září téhož roku se oženil se svojí druhou a současnou manželkou, aktivistkou a političkou Ayaan Hirsi Aliovou.

### České překlady
- Věž a náměstí: Mocenské sítě od svobodných zednářů po Facebook, Praha, Argo/Dokořán 2019.
- Velký rozklad: O úpadku institucí a zániku ekonomik, Praha, Argo 2016.
- Civilizace. Západ a zbytek světa, Praha, Argo/Dokořán 2014.
- Vzestup peněz, Praha, Argo 2011.
- Válka světa. Dějiny věku nenávisti, Praha, Academia 2009.
- Britské impérium. Cesta k modernímu světu, Praha, Prostor 2007.
- Colossus. Vzestup a pád amerického impéria, Praha, Dokořán 2006.
- Nešťastná válka, Praha, Dokořán 2003.
- Virtuální dějiny, Praha, Dokořán 2001.